# 14366 Wilhelmraabe
14366 Wilhelmraabe è un asteroide della fascia principale. Scoperto nel 1988, presenta un'orbita caratterizzata da un semiasse maggiore pari a 2,7876653 UA e da un'eccentricità di 0,0717086, inclinata di 4,60539° rispetto all'eclittica.